# Anakinra
L'anakinra (Kineret) és un biofàrmac que s'utilitza per tractar l'artritis reumatoide. És una versió recombinant i lleugerament modificada de l'antagonista del receptor de la interleucina-1 humana.
El BOE va publicar el 13 de juny de 2020 el llistat de medicaments que el Ministeri de Sanitat considera essencials per combatre el coronavirus, entre els quals hi ha l'anakinra.

## Usos mèdics
S'utilitza com a tractament de segona línia per controlar els símptomes de l'artritis reumatoide després que el tractament amb un fàrmac antireumàtic modificador de la malaltia (FAME) hagi fracassat. Es pot utilitzar en combinació amb alguns DMARD.
S'utilitza per a persones amb una síndrome periòdica associada a la criopirina, inclosa la malaltia inflamatòria multisistèmica d'inici neonatal.
S'utilitza per tractar la síndrome de Schnitzler (fora d'etiqueta als EUA). La seva taxa de resposta és tal que s'ha suggerit que "els fracassos del tractament haurien de portar a reconsiderar el diagnòstic".
Fora d'etiqueta, s'utilitza per tractar l'artritis idiopàtica juvenil sistèmica (SJIA), la gota, la deposició de pirofosfat de calci (CPPD), la malaltia de Behçet, l'espondilitis anquilosant, la uveïtis i altres síndromes autoinflamatòries.
El desembre de 2021, l'Agència Europea del Medicament va autoritzar l'ús de l'anakinra "per tractar la COVID-19 en adults amb pneumònia que requereixen oxigen suplementari (oxigen de baix o alt flux) i que corren el risc de desenvolupar insuficiència respiratòria greu, tal com determinen els nivells sanguinis de una proteïna anomenada suPAR (receptor de l'activador del plasminogen de la uroquinasa soluble) d'almenys 6 ng per ml".

## Seguretat
No es va provar en dones embarassades, però semblava que era segur en estudis amb animals.
No s'ha d'utilitzar en persones que tinguin infeccions actives o tuberculosi latent, que tinguin un nombre baix de glòbuls blancs o que prenguin inhibidors del TNF.

## Efectes adversos
Més del deu per cent de les persones que prenen Anakinra tenen reaccions al lloc d'injecció, mals de cap i han augmentat els nivells de colesterol. Entre l'un i el deu per cent dels receptors tenen infeccions greus, disminució de glòbuls blancs o disminució de plaquetes. No és clar si prendre Anakinra augmenta el risc de càncer; els estudis es compliquen pel fet que les persones amb artritis reumatoide ja tenen un risc més elevat de càncer.

## Química
Anakinra difereix de la seqüència de l'antagonista del receptor de la interleucina 1 per un aminoàcid de metionina afegit al seu terminal N ; també es diferencia de la proteïna humana perquè no està glicosilada, ja que es fabrica a Escherichia coli.

## Història
Va ser aprovat per a ús mèdic als EUA el 2001, i a la Unió Europea el 2002.
L'any 2018, NHS England va publicar una política de posada en marxa clínica: Anakinra per tractar febres periòdiques i trastorns autoinflamatoris (totes les edats) que va permetre que Anakinra fos encarregat com a tractament de primera línia per a la síndrome de Schnitzler i en els casos en què el tractament de primera línia no sigui efectiu per a Febre mediterrània familiar, síndrome d'Hiper-IgD també coneguda com a deficiència de mevalonat quinasa i síndrome periòdica associada al receptor de TNF (TRAPS), i una política de posada en servei clínica: Anakinra/tocilizumab per al tractament de la malaltia de Still d'inici adult refractària a la segona. teràpia de línia (adults), que permet encarregar Anakinra per a la malaltia de Still d'inici adult "com un tractament de tercera línia on els pacients són refractaris als DMARDs d'efecte estalviador d'esteroides".
El desembre de 2020, Anakinra va ser aprovada per l'Administració d'Aliments i Medicaments dels Estats Units per al tractament de la deficiència de l'antagonista del receptor d'interleucina-1 (DIRA), una malaltia autoinflamatòria rara de la infància. El 2021, es va anunciar que el Ministeri de Salut de la Federació Russa havia aprovat l'ús d'Anakinra per al tractament de CAPS.
L'octubre de 2021, NHS England va publicar la Política de posada en marxa clínica: Anakinra per a la limfohistiocitosi hemofagocítica (HLH) per a adults i nens de totes les edats, permetent que Anakinra s'utilitzi en el tractament de la HLH.

## Societat i cultura

### Estat legal
|           | Condició | Condició | Condició | Condició | Condició      | Condició | Condició | Condició | Condició |
| País      | RA       | CAPS     | FMF      | AOSD     | de Schnitzler | MKD      | TRAMPES  | DIRA     | HLH      |
| --------- | -------- | -------- | -------- | -------- | ------------- | -------- | -------- | -------- | -------- |
| NOSALTRES | 2001     |          |          |          |               |          |          | 2020     |          |
| UK        |          |          |          | 2018     | 2018          | 2018     | 2018     |          | 2021     |
| EU        | 2002     | 2002     | 2002     |          |               |          |          |          |          |
| Rússia    |          | 2021     |          |          |               |          |          |          |          |

## Recerca
Anakinra va tractar eficaçment la meningitis causada per una rara mutació genètica en el gen NALP3 en un home de 67 anys inscrit a la Xarxa de Malalties No Diagnostiques. Investigadors de la Universitat Johns Hopkins van anunciar el 2019 que l'anakinra donada a ratolins embarassades amb el virus del Zika havia reduït les morts fetals i els defectes de naixement. El novembre de 2019, investigadors de la Universitat de Manchester van informar que Anakinra podria tenir un ús per prevenir que el càncer de mama s'estengui als ossos.
El 2021, es va informar que Anakinra semblava reduir el dolor neuropàtic experimentat pels pacients sotmesos a quimioteràpia amb vincristina, dient que "la reutilització d'anakinra pot ser una estratègia de cotractament eficaç per prevenir la neuropatia perifèrica induïda per la vincristina".
Una revisió publicada el 2022 va trobar que "Anakinra sembla mostrar eficàcia per a nombroses afeccions dermatològiques, amb l'evidència més sòlida de la hidradenitis supurativa, la malaltia de Behçet, la síndrome de Muckle-Wells i la síndrome de SAPHO ". i va concloure que "En general, l'anakinra sembla ser una opció prometedora en el tractament de nombroses afeccions inflamatòries dermatològiques refractàries a les teràpies de primera línia, però es necessiten dades addicionals i de més qualitat per aclarir el seu paper terapèutic".

### COVID-19
Anakinara s'està sotmetent a múltiples assaigs clínics per tractar pacients amb COVID-19, mitjançant mecanismes dirigits a pacients amb hiperinflamació. El 2021, una revisió i metaanàlisi de 9 estudis que van incloure 1.119 casos va concloure que "L'evidència disponible mostra que el tractament amb anakinra redueix tant la necessitat de ventilació mecànica invasiva com el risc de mortalitat dels pacients hospitalitzats no intubats amb COVID-19 sense augmentar el risc de esdeveniments adversos."
A 2021, the European Medicines Agency (EMA) is evaluating an application to extend the use of anakinra to include treatment of COVID-19 in adults with pneumonia who are at risk of developing severe respiratory failure (inability of the lungs to work properly). According to study results published in September 2021 in Nature Medicine, hospitalized COVID-19 patients at increased risk for respiratory failure showed significant improvement after treatment with Anakinra.